# Nova Olinda (Tocantins)
Nova Olinda – miasto i gmina w Brazylii, w stanie Tocantins. Znajduje się w mezoregionie Ocidental do Tocantins i mikroregionie Araguaína, 335 km od stolicy stanu, Palmas.